# Александър Карапанчев
Александър Карапанчев е български писател, журналист и поет.

## Биография и творчество
Александър Карапанчев е роден на 6 септември 1951 г. в София и завършва турска филология и втора специалност руска филология в Софийския университет. От 1979 до 1988 г. той е редактор в отдел „Периодика“ на издателство Булгарреклама. От 1988 до 1990 г. е редактор в първото българско специализирано списание за научна фантастика „ФЕП — фантастика, евристика, прогностика“. Участва в създаването на профилираните в жанра научна фантастика издателства „Ролис“ и „Орфия“, а след 1992 г. работи в издателство „Аргус“.
Публикувал е голям брой статии и есета свързани с фантастиката. Автор е на повече от 30 публикувани разказа. Произведения на Александър Карапанчев са включени в редица сборници, а някои от произведенията му са превеждани на други европейски езици. Участва в основаването и членува в клубовете за научна фантастика „Златното перо“ и „Иван Ефремов“. Член е на Съюза на българските журналисти и Дружеството на българските фантасти. Заедно с колегията на издателство „Аргус“ е отличен с награда „Гравитон“, а със списание „ФЕП“ е награден от конгреса Еврокон.

### Сборници
- „В епохата на УНИМО“ (2002)